# Tadeusz Zachariasiewicz
Tadeusz Zachariasiewicz (ur. 13 lutego 1872 w Cieszanowie, zm. 28 lutego 1953 w Krakowie) – generał brygady Wojska Polskiego.

## Życiorys
W 1890, po ukończeniu 8 klasowego cesarsko-królewskiego Gimnazjum w Wadowicach (obecnie I Liceum Ogólnokształcące imienia Marcina Wadowity) oraz zdaniu matury, odbył jako ochotnik, jednoroczną służbę wojskową w cesarskiej i królewskiej armii. Po odbyciu służby i uzyskaniu patentu oficerskiego rozpoczął studia na Wydziale Prawa Uniwersytetu Jagiellońskiego. Po zakończeniu studiów rozpoczął zawodową służbę w cesarskiej i królewskiej armii. W latach 1895–1918 jako praktykant, referent, audytor i szef sądu służbę pełnił w Wiedniu, Czerniowcach, Stanisławowie i Lwowie. Był także szefem sądu polowego 56 pułku piechoty (Infanterieregiment Graf Daun Nr 56) w Krakowie (III batalion w Wadowicach) wchodzącego w skład XXIII Brygady Piechoty 12 Dywizji Piechoty. W latach 1913–1915 pułkiem dowodził Antoni Madziara, późniejszy tytularny generał dywizji WP. W lipcu 1914 88% żołnierzy pułku było narodowości polskiej.
12 listopada 1918 został przyjęty do Wojska Polskiego i wyznaczony sędzią w Sądzie Dywizyjnym w Cieszynie. 1 lutego 1919 przeniesiony został do Departamentu Wojskowo-Prawnego Ministerstwa Spraw Wojskowych. 26 lutego 1919 mianowany szefem Sądu Okręgu Generalnego w Lublinie. Od 8 kwietnia 1919 do przejścia na emeryturę był sędzią Najwyższego Sądu Wojskowego w Warszawie. Od 24 grudnia 1919 pełnił obowiązki przewodniczącego Najwyższego Sądu Wojskowego. 1 lipca 1926 ze względu na stan zdrowia przeniesiony w stan spoczynku. Po przejściu na emeryturę mieszkał w Wadowicach, Radomiu i Krakowie. Został pochowany na Cmentarzu Salwatorskim (sektor SC10-1-27).

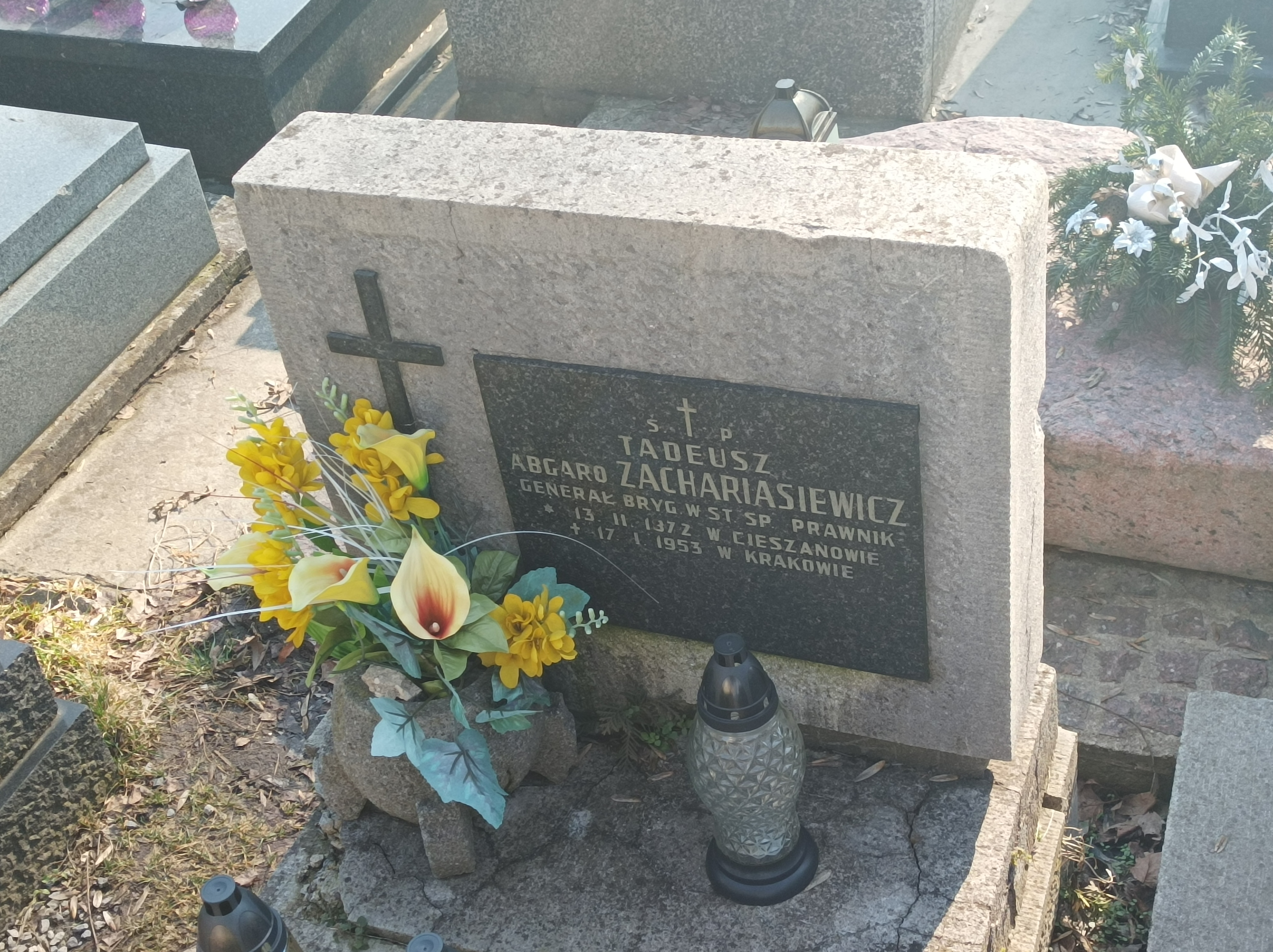
Grób gen. Tadeusza Zachariasiewicza na cmentarzu Salwatorskim w Krakowie

Tadeusz był żonaty z Marią z Merzowiczów, z którą miał troje dzieci: Feliksa Aleksandra Krzysztofa (ur. 18 czerwca 1902 w Czerniowcach), Kazimierza (1905) i Zofię (1912). Obaj synowie matury uzyskali w tym samym gimnazjum, co ich ojciec. Obaj też byli oficerami WP. Feliks został zamordowany w 1940 roku w Katyniu.

## Awanse
- porucznik – 1892
- nadporucznik audytor (Oberleutnantauditor) – 1897
- kapitan audytor (Hauptmannauditor) – 1900
- major audytor (Majorauditor) – 1912[3]
- podpułkownik audytor (Oberstleutnant-Auditor) – 1915
- pułkownik audytor (Oberstauditor) -
- generał podporucznik – 1 maja 1920, w 1922 zweryfikowany w stopniu generała brygady ze starszeństwem z 1 czerwca 1919

## Ordery i odznaczenia
- Kawaler Orderu Franciszka Józefa – Austro-Węgry (1915)[4].